# Nintendo Eshop
Nintendo Eshop (ニンテンドーeショップ Nintendō īShoppu?), i marknadsföring skrivet Nintendo eShop, är en onlinebutik till Nintendos konsol Nintendo Switch och tidigare till konsolerna Nintendo 3DS och Wii U där användare kan köpa och ladda ner spel, Add-on Content och applikationer, samt se trailrar och videoklipp. Tjänsten är en efterträdare till Wii Shop Channel och DSi Ware som används på Nintendos tidigare konsoler Wii respektive Nintendo DSi.